# Hydraena affirmata
Hydraena affirmata är en skalbaggsart som beskrevs av Perkins 2007. Hydraena affirmata ingår i släktet Hydraena och familjen vattenbrynsbaggar. Inga underarter finns listade i Catalogue of Life.